# Olmányfalva
Olmányfalva (1886-ig Ulmanka, szlovákul: Uľanka) Besztercebánya városrésze, egykor önálló község Szlovákiában, a Besztercebányai kerületben.

## Fekvése
A városközponttól 7 km-re északnyugatra, a Beszterce-patak partján fekszik.

## Története

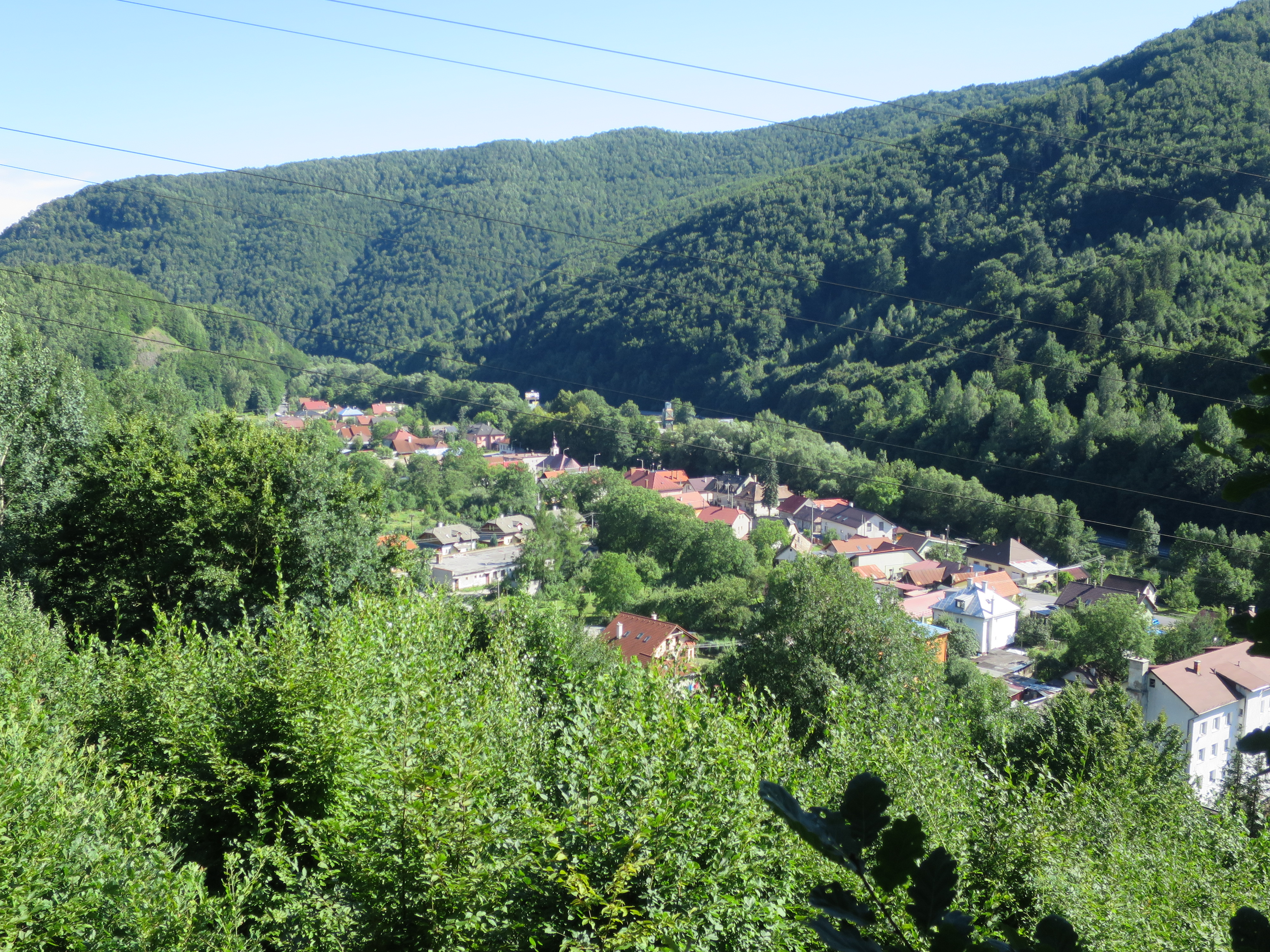
Látkép

A 18. század végén Vályi András így ír róla: „ULMÁNKA. Tót falu Zólyom Várm. földes Ura Besztercze Bánya Városa, lakosai többfélék, fekszik Besztercze Bányához nem meszsze, mellynek filiája; határja hegyes.”
Fényes Elek 1851-ben kiadott geográfiai szótárában így ír a faluról: „Ulmanka, tót falu, Zólyom vmegyében, a beszterczei völgyben, rónán, 480 r. kath. és evang. lak., kik földészek és kir. munkások. Van 4 1/2 urb. telke, homokos sovány földje, Besztercze nevü pataka. Birja a kir. kamara. Ut. post. Beszterczebánya.”
1910-ben 439, túlnyomórészt szlovák lakosa volt. 1920 előtt Zólyom vármegye Besztercebányai járásához tartozott.

## Külső hivatkozások
- Olmányfalva Szlovákia térképén

## Lásd még
- Besztercebánya
- Foncsorda
- Garamkirályfalva
- Garamsálfalva
- Keremcse
- Kisélesd
- Majorfalva
- Pallós
- Radvány
- Rakolc
- Rudló
- Szakbény
- Szentjakabfalva
- Szénás
- Zólyomszászfalu